# Augustin Kolb

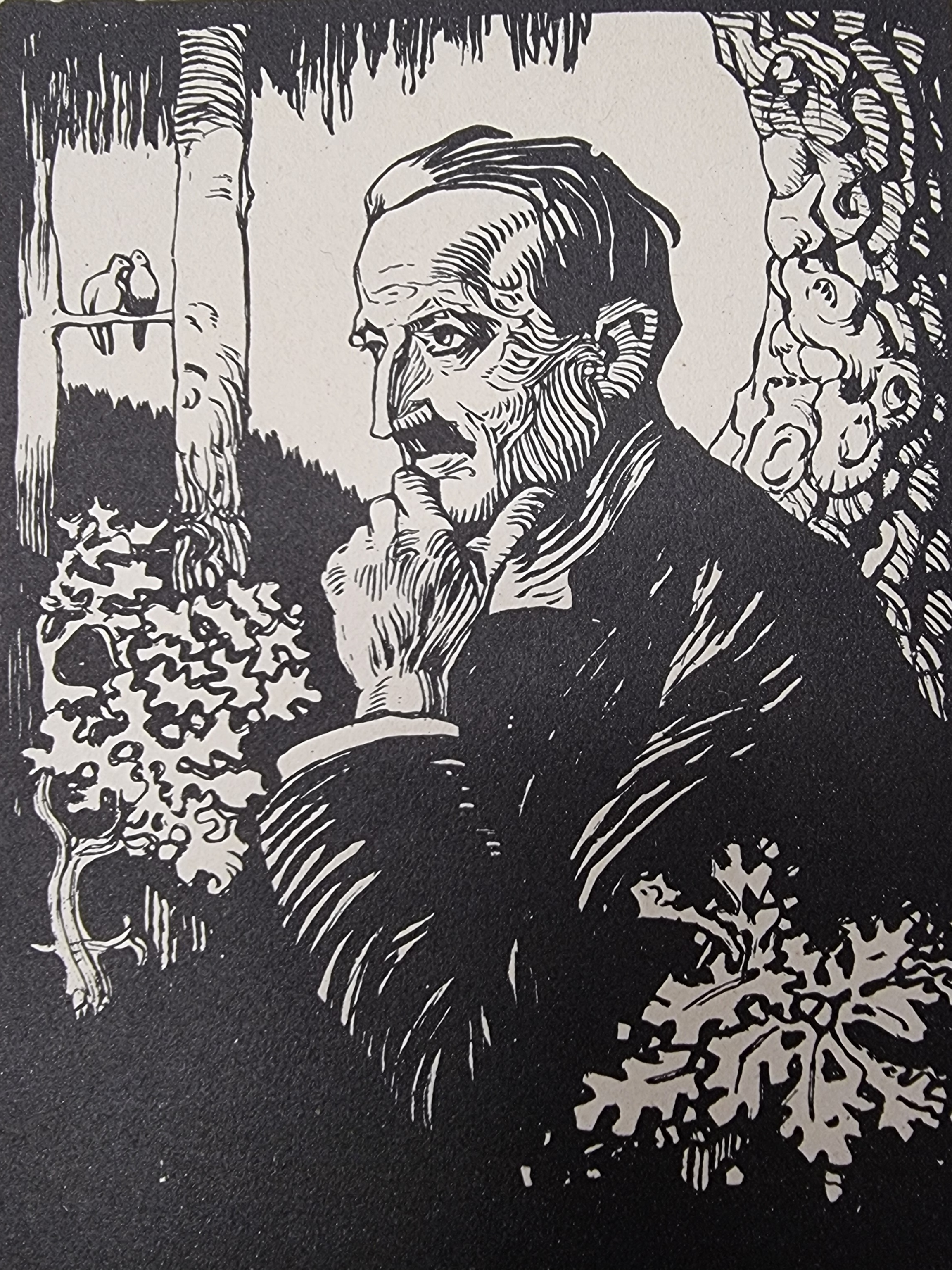
Augustin Kolb, Selbstporträt (Holzschnitt). Veröffentlicht 1905

Augustin Kolb (* 11. Juli 1869 in Güntersleben; † 25. Dezember 1942 in Würzburg) war ein deutscher Künstler und Kirchenmaler. 

## Leben und Werk
Erste Erfolge hatte Kolb 1893, als er zusammen mit seinem Lehrmeister Franz Wilhelm Driesler (1854–1910) die Pfarrkirche Sankt Peter und Paul in Grießen ausmalte.
Ab 1897 besuchte der die Naturklasse von Karl Raupp an der Akademie der Bildenden Künste in München.
Auf die kirchliche Monumentalkunst legte er sich um 1920 fest, bei der Gelegenheit, als er die Kirche St. Cyriak in Oberkirch ausmalte. Augustin Kolb war unter anderem von der sogenannten Beuroner Kunstschule beeinflusst. Das hatte er mit vielen Kirchenexpressionisten der Zwischenkriegszeit gemein. Die Beuroner Kunstschule wird als Übergang von klassischer zu moderner Malerei angesehen. 
Kolb malte nach seinem Studium in München lange im Raum Offenburg. 1927 zog es ihn nach Köln und dann nach Kassel. Gegen Ende seines Lebens, um 1940, ging er dann in sein Heimatdorf Güntersleben zurück. 
Die meisten Werke Kolbs, wie etwa die Ausmalung der Recklinghäuser Liebfrauenkirche von 1923, sind nicht mehr erhalten. Erhalten ist jedoch die Komplettausmalung der St.-Johannes-Kirche (Taunusdom) im Bad Homburger Stadtteil Kirdorf. Die von Kolb selbst begonnene Ausmalung wurde von seinen drei Söhnen Waldemar, Alban und Ferdinand in den Jahren 1923 bis 1925 vollendet. In der Dreifaltigkeitskirche Offenburg wurden um 1995 die Gemälde Kolbs wieder freigelegt. Weiterhin erhalten ist ein circa 200 m² großes Deckengemälde mit der Darstellung der Himmelfahrt Christi in der Mauritiuskirche in Ibbenbüren.

## Galerie

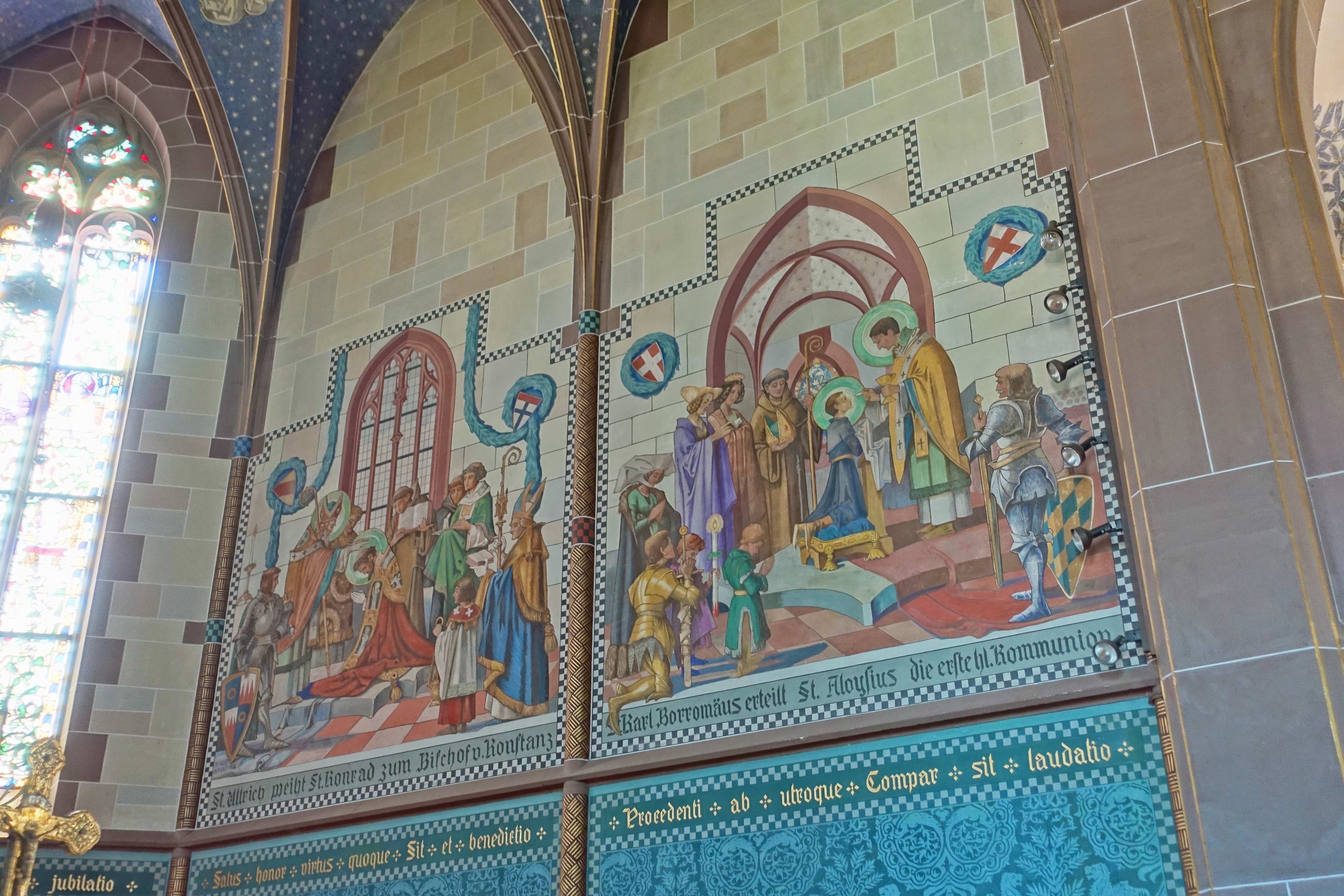
St. Peter und Paul in Grießen
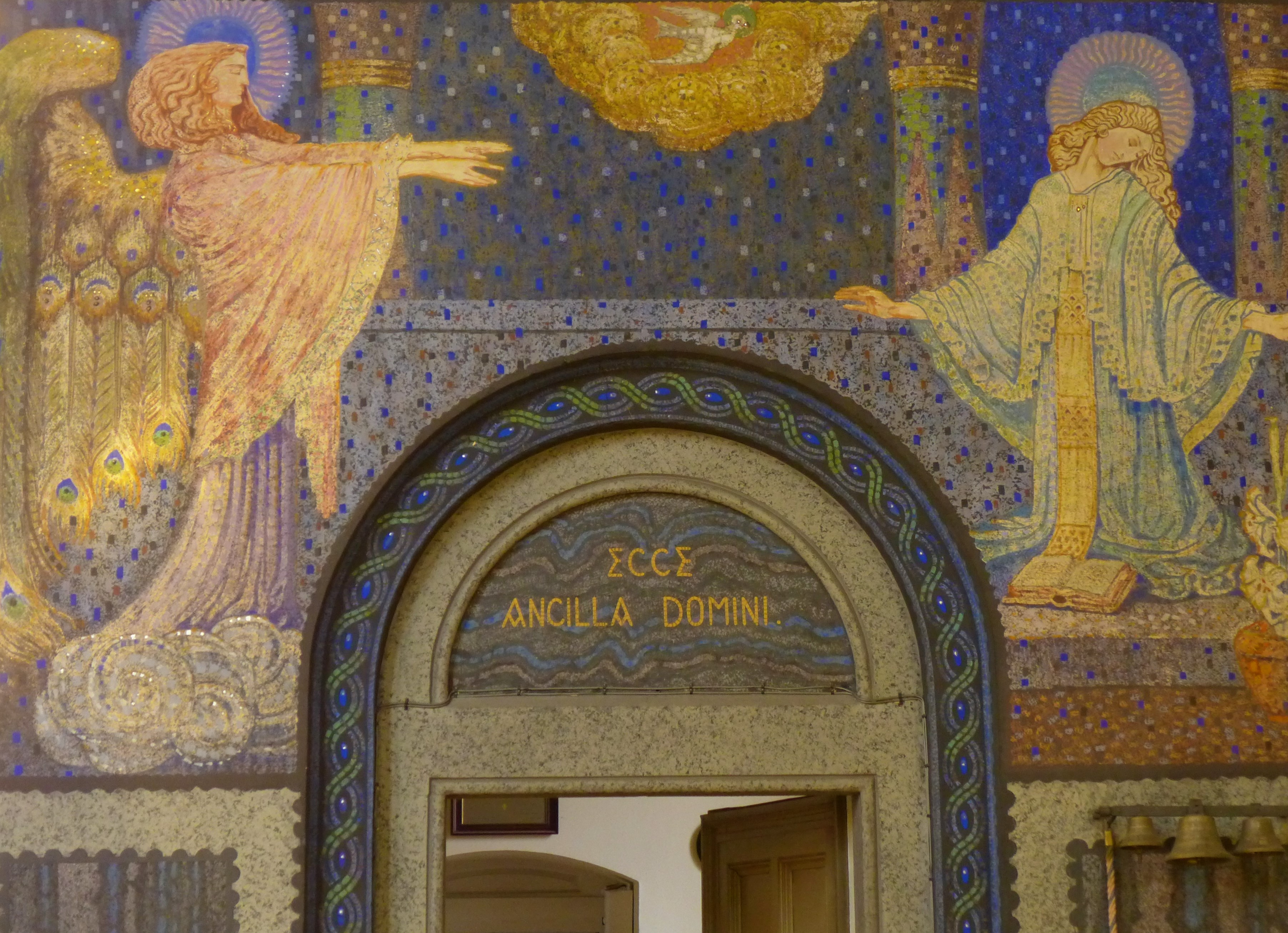
Kirdorf, Taunusdom, Verkündigung an Maria, Wandmalerei von Augustin Kolb
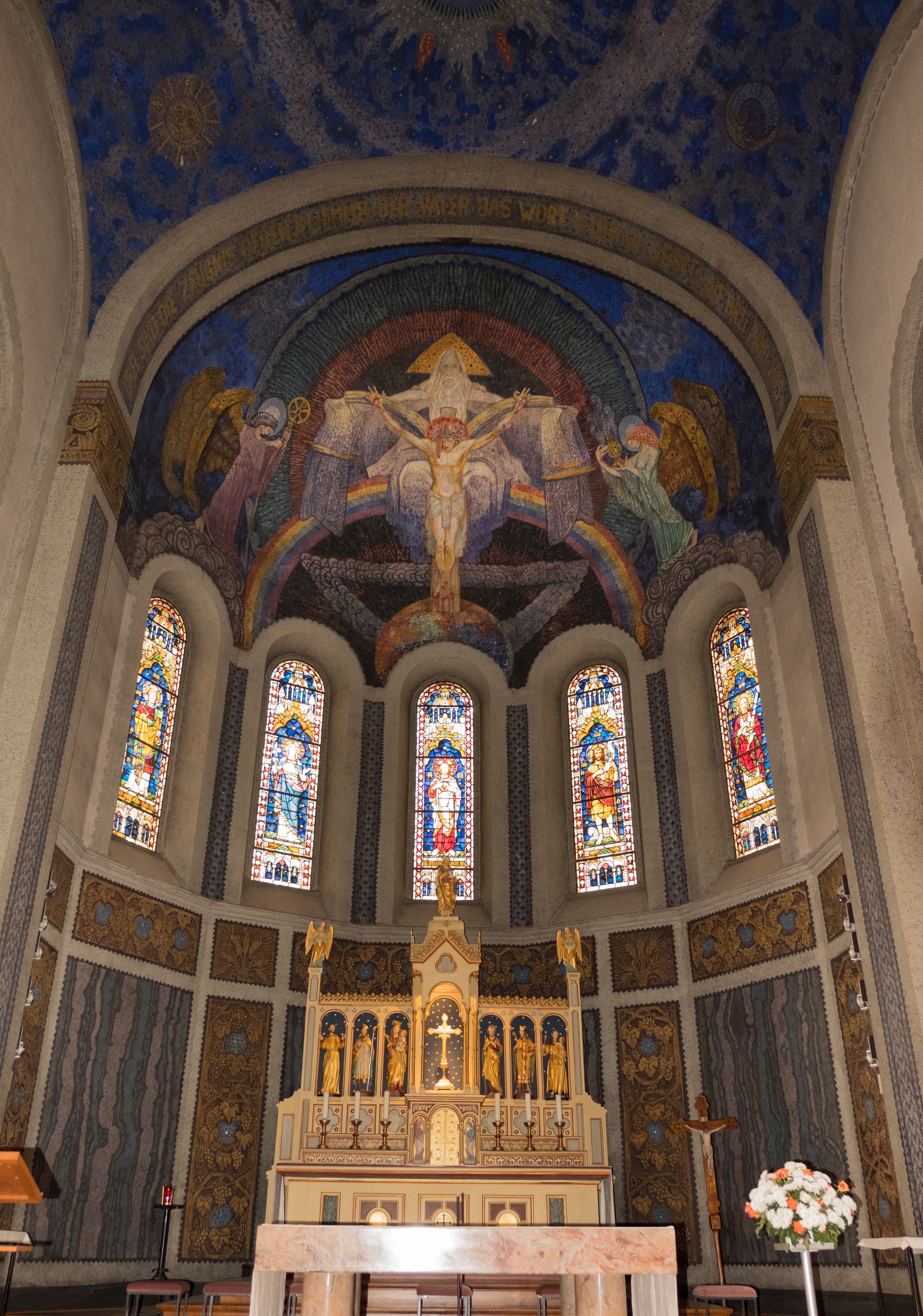
Taunusdom, Apsis mit Malereien von Augustin Kolb
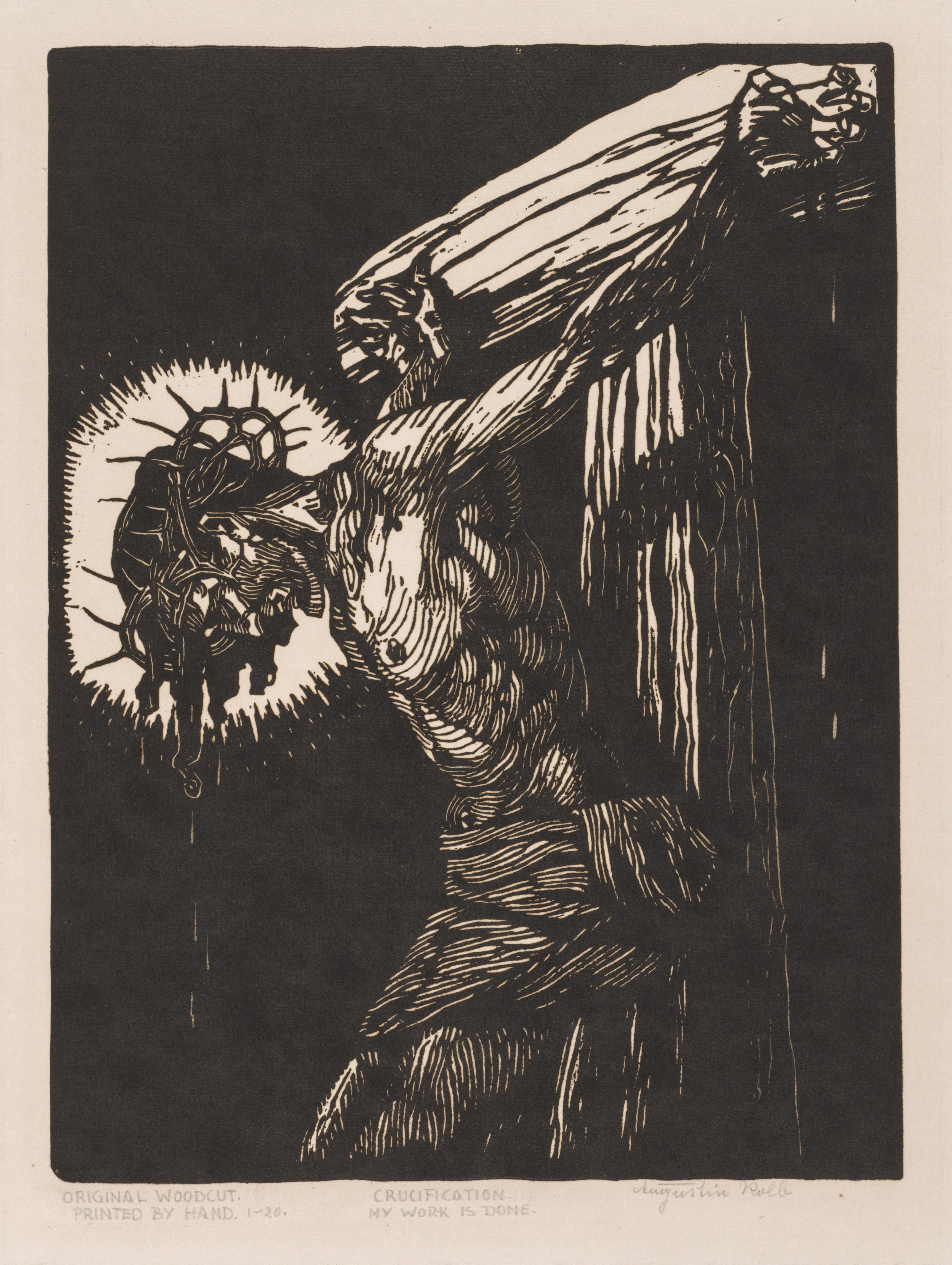
Kreuzigung, Cleveland Museum of Art